# Chatka u Metysa
Chatka u Metysa, zwana również „Metysówką” – zamknięta z końcem 1996 roku chatka studencka, położona na Hali Długiej w Gorcach, pod szczytem Turbacza.

## Historia
Pierwotnie budynek był własnością Stacji Hodowli Owiec w Bielance. Od lat 70. XX wieku część mieszkalną dzierżawiła Akademia Rolnicza w Krakowie. W pomieszczeniach mieszkalnych budynku zaimprowizowano część mieszkalno - noclegową (miejsce dla ok. 20 osób), która stała się początkiem chatki.Charakteru obiektu turystycznego chatka miała nabrać od 1991 roku, kiedy jej gospodarzem został Roman Fremi „Metys”. Pochodził on z Poznania, a w Gorce przyjechał w 1976 roku. Do momentu przybycia do chatki pracował w innych schroniskach. Status jego mieszkania w tym obiekcie nie był formalnie uregulowany. W budynku nie było prądu i wody. Z początku dla turystów było to miejsce alternatywne wobec oddalonego o ok. 1 km schroniska PTTK na Turbaczu. Potem stopniowo stało się bazą i schronieniem dla osób „uciekających od rzeczywistości”, których przyciągały do tego obiektu rosnące w tej lokalizacji grzyby halucynogenne i atmosfera sprzyjająca takiej formie spędzania czasu - stwarzana przez jej mieszkańców. W efekcie turyści zaczęli unikać tego obiektu. 
Budynek ten określany był nazwą „chatka AR”, „chatka Metysa” lub „owczarnia”. Metys zmarł w 1999 roku w schronisku PTTK na Turbaczu. W 2002 r. budynek ten został zakupiony przez Gorczański Park Narodowy. Od tego czasu jest określany nazwą „owczarnia”.  Po wykonanym przez Gorczański PN kompleksowym remoncie w 2006 r. stał się budynkiem przeznaczonym na działalność edukacyjno – wystawienniczą Parku, z możliwością czasowego mieszkania dla 8 osób. Gorczański P.N. jednak nie udostępnia tego obiektu dla celów turystycznych, jako baza noclegowa. Łączna kubatura tego budynku wynosi obecnie 1076 m3.  Jego konstrukcja jest w całości drewniana. Może być on użytkowany przez cały rok (posiada instalację elektryczną - zasilanie agregatem prądotwórczym na olej napędowy, który zainstalowano wewnątrz budynku). „Owczarnia” obecnie posiada instalację wodociągową zasilaną pompą z pobliskiego źródła.

## Szlaki turystyczne
Rabka-Zdrój – Maciejowa – Stare Wierchy – Turbacz – Schronisko PTTK na Turbaczu – Bacówka GPN - Chatka u Metysa – Kiczora – Przełęcz Knurowska – Lubań – Krościenko nad Dunajcem (Główny Szlak Beskidzki)